# Thamnotettix botelensis
Thamnotettix botelensis är en insektsart som beskrevs av Matsumura 1940. Thamnotettix botelensis ingår i släktet Thamnotettix och familjen dvärgstritar. Inga underarter finns listade i Catalogue of Life.